# Nuits-Saint-Georges
Nuits-Saint-Georges is een gemeente in het Franse departement Côte-d'Or (regio Bourgogne-Franche-Comté). De plaats maakt deel uit van het arrondissement Beaune. Nuits-Saint-Georges telde op 1 januari 2022 5.263 inwoners.

## Geografie
De oppervlakte van Nuits-Saint-Georges bedroeg op 1 januari 2022 20,5 vierkante kilometer; de bevolkingsdichtheid was toen 256,7 inwoners per km².
De onderstaande kaart toont de ligging van Nuits-Saint-Georges met de belangrijkste infrastructuur en aangrenzende gemeenten.

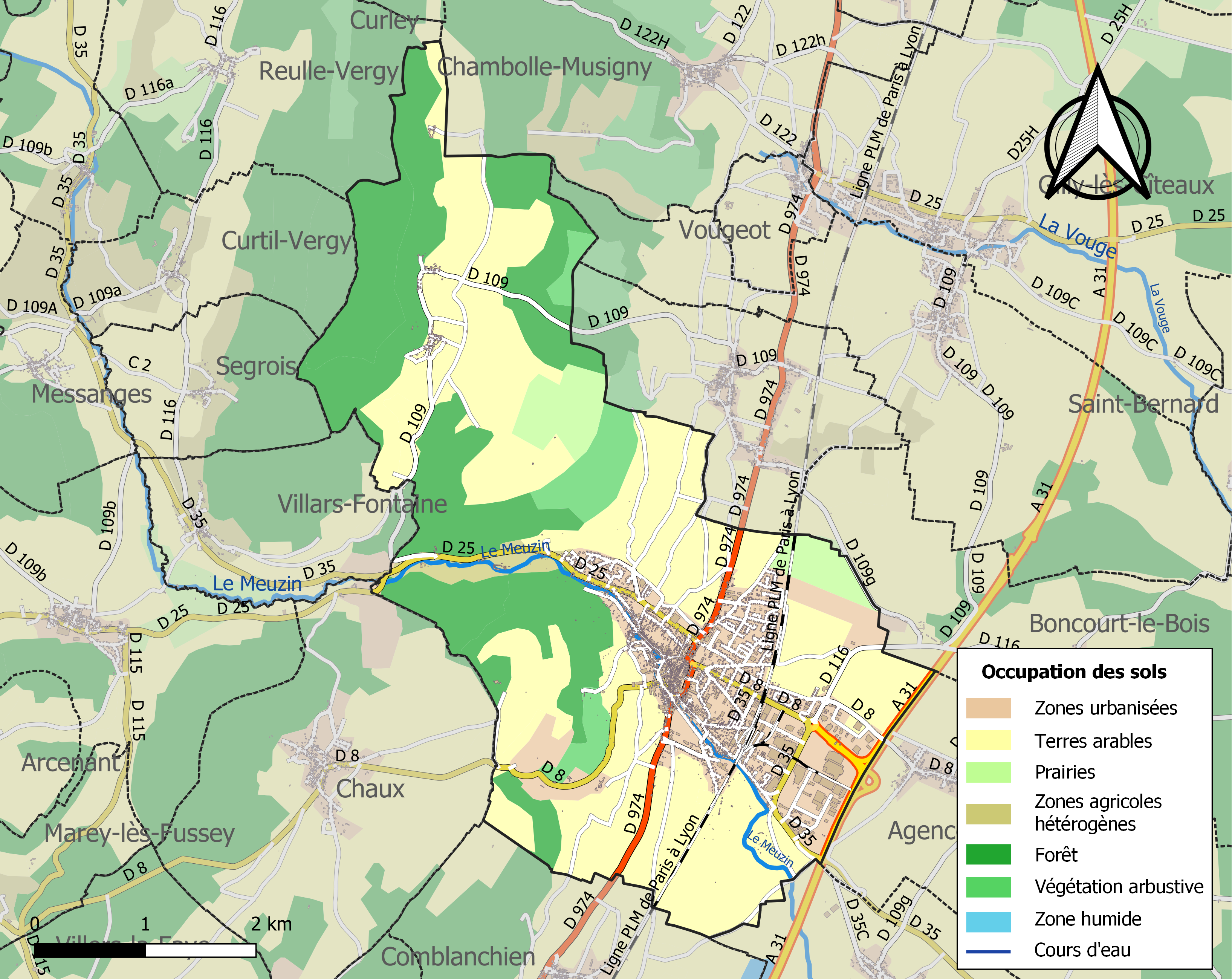

## Sport
Nuits-Saint-Georges was één keer aankomstplaats van een etappe in de wielerwedstrijd Ronde van Frankrijk. In 2017 won Duitser Marcel Kittel er de zevende etappe. In 2024 werd in deze gemeente de start van de eerste tijdrit van dezelfde Ronde van Frankrijk georganiseerd. Deze tijdrit naar Gevrey-Chambertin werd gewonnen door de Belg Remco Evenepoel.

## Demografie
Onderstaande figuur toont het verloop van het inwonertal (bron: INSEE-tellingen).

## Wijn
Nuits-Saint-Georges, gelegen in de Côtes de Nuits, is vermaard om zijn rode en witte wijn en heeft een eigen Appellation Contrôlée. Een aantal wijnen uit Nuits-Saint-Georges mogen zich Premier cru noemen.